# Медресе Араб Мухаммад-хана
Медресе Аллакули-хана (узб. Arab Muhammadxon madrasasi) — архитектурный памятник, здание медресе в историческом центре Хивы (Узбекистан), воздвигнутое в 1616 году по одной версии, на средства и по приказу узбекского правителя Араб Мухаммад-хана в честь переноса столицы государства из Ургенча в Хиву и перестроенное Аллакули-ханом в 1838 году. Находится в самом центре Ичан-Калы, неподалёку от медресе Мухаммада Амин-хана.
Это одно из самых старых среди других архитектурных памятников Хивы.
В настоящее время является объектом культурного наследия Узбекистана. Это также, объект туристического сервиса и показа.

## Архитектура
Изначально медресе было построено из жжёного кирпича одноэтажным в трапециевидном плане, так как было предназначена для обучение населения Хивы. Оно несколько раз перестраивалось и реставрировалось. Так, при узбекском правителе Аллакули-хане оно было перестроено и приобрело нынешний вид.  Ныне здание медресе двухэтажное лишь по главному фасаду, остальные же три фасада одноэтажные. Оно состоит из вестибюля (мианхана), залов, бывших учебной аудиторией (дарсхана) и мечетью, внутреннего двора обнесённого по кругу одноэтажными худжрами.